# Майкл Поллан
Майкл Поллан (англ. Michael Pollan; нар. 6 лютого 1955, Нью-Йорк, США) — американський письменник-публіцист, журналіст, активіст здорового харчування і викладач журналістики у Вищій школі журналістики Каліфорнійського університету в Берклі.

## Життєпис
Майкл Поллан народився в Лонг-Айленді, Нью-Йорк, в родині письменника та фінансового консультанта Стівена Поллана й медіаоглядачки Коркі Поллан. 
1977 року він отримав ступінь бакалавра англійської мови у коледжі Беннінгтона, 1981 року став магістром англійської мови в Колумбійському університеті.

## Публікації
Найвідомішою роботою стала книга «Дилема всеїдних» (англ. The Omnivore's Dilemma), в якій була розвнута власна теорія автора про чотири джерела (способи) отримання людством їжі:
- поточна промислова система сільського господарства;
- великі господарства;
- невеликі локальні приватні господарства;
- збиральництво й полювання.

У цій роботі Майкл Поллан приходить до висновку про фундаментальне протиріччя між логікою природи і промисловим виробництвом продуктів харчування. Також критикується сучасна агроіндустрія за руйнування традиційних природних циклів у рослинництві й тваринництві і надто активне використання кукурудзи для різних цілей, роблячи в результаті висновок, що найкращим варіантом здорового харчування є полювання власноруч. Уривок з даної книги був опублікований в журналі Mother Jones.
Іншими відомими його роботами є:
- «Ботаніка бажання» (англ. The Botany of Desire), де Майкл Поллан висловлює свою гіпотезу про те, що та чи інша рослина, яка використовується людиною, відповідає за задоволення одного з його фундаментальних бажань;
- «На захист харчування: Маніфест їдця» (англ. In Defense of Food: An Eater's Manifesto), в якій критикує існуючі уявлення про дієти, закликаючи людей їсти тільки те, що вважали їжею їхні бабусі, з одного боку, висловлюючись на користь рослинної їжі, з іншого — стверджуючи, що жири і холестерин не так шкідливі, як намагаються це представити.

У 2010 році Поллан дав інтерв'ю для науково-популярного фільму про колонії медоносних бджіл.

## Нагороди
- У 2006 році газетою New York Times був названий «ліберальним гурманом-інтелектуалом»[10].
- Лауреат Премії Ніренберга (2014).

## Критика
Роботи Поллана піддаються значній критиці з боку багатьох вчених, які звинувачують його в пропаганді антинаукових поглядів, а також борців за права тварин за заклики до видобутку їжі шляхом полювання, а також за ксенофобію та антиіммігрантські міркування.

## Фільмографія
- Цариця полів